# Bagarius rutilus
Bagarius rutilus е вид лъчеперка от семейство Sisoridae.

## Разпространение
Видът е разпространен в Лаос, Виетнам и Юнан в Китай.